# Моурвошъёган
Моурвошъёган (также Вовырвошъёхан; устар. Моур-Вош-Юган) — река в России, протекает по Ханты-Мансийскому АО. Устье реки находится в 518 км по левому берегу реки Казым. Длина реки составляет 65 км, площадь водосборного бассейна 698 км².

## Притоки
- 17 км: Палпайайёхан (пр)
- 29 км: Вон-Суръюган (лв)
- 36 км: Мувенглоръёхан (пр)
- Сорхынглорайёхан (пр)
- Питыёхан (пр)
- 53 км: Курыкъюган (лв)
- Волусяхрынгайёхан (пр)

## Данные водного реестра
По данным государственного водного реестра России относится к Нижнеобскому бассейновому округу, водохозяйственный участок реки — Обь от впадения Иртыша до впадения реки Северная Сосьва, речной подбассейн реки — бассейны притока Оби от Иртыша до впадения Северной Сосьвы. Речной бассейн реки — (Нижняя) Обь от впадения Иртыша.
Код объекта в государственном водном реестре — 15020100112115300020241.